# Нігайм
Нігайм (нім. Nieheim) — місто в Німеччині, знаходиться в землі Північний Рейн-Вестфалія. Підпорядковується адміністративному округу Детмольд. Входить до складу району Гекстер.
Площа — 79,79 км2. Населення становить 6026 ос. (станом на 31 грудня 2020).

## Географія

### Адміністративний поділ
Місто  складається з 10 районів:
- Ентруп
- Еферзен
- Ервітцен
- Гімміггаузен
- Гольцгаузен
- Мерльсгайм
- Нігайм
- Ейнгаузен
- Шененберг
- Зоммерзелль-міт-Карінзік